# Grupo de Artillería de Monte 12
El Grupo de Artillería de Monte 12 (GA Mte 12) es una unidad de artillería del Ejército Argentino. Esta en la Guarnición de Ejército «Mercedes», provincia de Corrientes. Forma parte de la III Brigada de Monte, con asiento en Resistencia - Chaco.
Se reactivo el 13 de septiembre de 2009 en el marco de la activación de la III Brigada de Monte. La unidad fue dotada de cañones OTO Melara Modelo 56 de calibre 105 mm. Esta Unidad de Artillería de Campaña, fue creada por orden del jefe de Estado Mayor General del Ejército, el 26 de marzo de 1979, bajo la denominación de Grupo de Artillería de Monte 12, con asiento de paz en la localidad de APÓSTOLES Provincia de MISIO-NES, su primer Jefe fue el My CALIXTO JULIÁN de la TORRE, en el año 1980, cambio su denominación a Grupo de Artillería 12, al año siguiente cambio su asiento de paz a la localidad de SANTO TOME, provincia de CORRIENTES.
Durante el conflicto del ATLÁNTICO SUR, esta unidad recibió la incorporación de personal de Soldados Conscriptos clase 1963, como así también de Suboficiales y Oficiales, redistribuidos de distintos elementos, y se mantuvo en su asiento realizando actividades de mantenimiento, instrucción y ejercicios en pos de que esta Unidad, tenga el honor de realizar su Bautismo de Fuego en Combate.
Por resolución del jefe de Estado Mayor General del Ejército, Grl MARTIN ANTONIO BALZA y debido a la reestructuración de las FF. AA., esta unidad fue disuelta el 23 de septiembre de 1993.
Posteriormente, el 9 de septiembre de 2013 por resolución del ministerio de defensa Nro 820/13 el Grupo de Artillería de Monte 12 se reactivo, pasando a formar parte de la Brigada de Monte III, siendo su asiento de paz en la localidad de MERCEDES Provincia de CORRIENTES.
En el año 2014 la unidad recibió su primera misión operacional en el marco del Operativo Fortalecimiento “FORTIN II”, finalizando en el año 2016, logrando el Adiestramiento de su personal en el Ambiente Particular de Monte.
En el año 2015 recibió los efectos de Arsenales necesarios para la conformación de una Batería de Tiro.
En el año 2017 la unidad recibió su primera misión operacional en el marco del Operativo “FRONTERA”, donde mantiene personal capacitado y adiestrado, en la operación con radares distribuidos estratégicamente en los montes del norte argentino.
El 291310Ago17, la unidad efectúa el primer Tiro de Artillería luego de su reactivación, logrando así comprobar su capacidad operacional para brindar apoyo de fuego a los elementos de maniobra de la Brigada de Monte III.
En el año 2018, recibe su primera misión en el marco del Operativo “INTEGRACIÓN NORTE", actualmente OPERACIÓN “MARÍA REMEDIOS DEL VALLE” (MA.R.VAL.), donde las fracciones orgánicas buscan anticipar, disuadir y superar posibles amenazas que afecten la seguridad nacional, brindando apoyo logístico a las fuerzas de seguridad, dando cumplimiento mediante Resolución 860/18 del Ministerio de Defensa para incrementar la presencia del gobierno argentino en la frontera norte del país".